# نانسي دوبوك
نانسي جين دوبوك (بالإنجليزية: Nancy Jean Dubuc)‏ هي سيدة أعمال أمريكية، تشغل حاليًا منصب الرئيس التنفيذي لشركة الإعلام الأمريكية فايس ميديا.

## الحياة والتعليم
نانسي هي ابنة «كارول دي. سميث» و«روبرت إتش. دوبوك جونيور»، وهي عائلة يهودية كاثوليكية. انفصل والداها في وقت لاحق وتزوجا مرة أخرى، نشأت في مدينة بريستول، في ولاية رود آيلاند، وتخرجت من مدرسة لينكولن في عام 1987 ومن جامعة بوسطن في عام 1991. وكانت والدتها تدير واحدة من أنجح شركات تقديم الطعام في رود آيلاند. ووصفتها بأنها «امرأة قوية في القيادة وريادة الأعمال»،  تنسب نانسي الفضل إلى والدتها لصراحتها وآرائها القوية باعتبارها مصدر إلهام لأسلوب قيادتها الخاص. في عام 1997 تزوجت من مايكل رشيد كيزلباش (بالإنجليزية: Michael Rashid Kizilbash)‏ وهو محرر، في احتفال للروم الكاثوليك في رود آيلاند. ولدى نانسي ولد وبنت.

## روابط خارجية
- نانسي دوبوك على IMDb.